# Chef du gouvernement du Maroc
Le chef du gouvernement du Maroc préside le Conseil de gouvernement sous l'autorité du roi.
La fonction de Premier ministre au Maroc est créée en 1955 en remplacement de la fonction de Grand vizir, que Mohammed El Mokri sera le dernier à occuper.
Sous Mohammed V, la fonction de Premier ministre est occupée par un chef de cabinet, véritable chef du gouvernement qui disposait du pouvoir exécutif. À partir de 1960, après le mandat d'Abdallah Ibrahim, le prince héritier (futur Hassan II) occupe ce poste.
En 1962, le poste est transformé en celui de Premier ministre, qui dispose du pouvoir exécutif général alors que le roi dispose d'un pouvoir d'attribution.
Après des émeutes en 1965, l'état d'exception est proclamé. Hassan II règne en monarque absolu jusqu'en 1970, où une nouvelle Constitution voit le jour, avec un Premier ministre qui ne dispose que de peu de pouvoir face au pouvoir royal.
La Constitution de 2011 donne au Premier ministre le titre de « chef du gouvernement » et lui octroie des pouvoirs relativement renforcés. Il est désormais choisi au sein du parti arrivé en tête aux élections de la Chambre des représentants.Le roi garde cependant la main sur plusieurs domaines notamment le religieux, le diplomatique, l'intérieur et le militaire.

## En chiffres
Depuis la fin du protectorat en 1955 : 
- 18 chefs du gouvernement se sont succédé[2]
- 1 seul chef du gouvernement a eu trois mandats : Mohammed Karim Lamrani

## Liste des chefs du gouvernement du Maroc
| No  | Portrait         | Titulaire (naissance-mort)                            | Mandat            | Mandat                                    | Mandat                     | Gouvernement | Parti politique                 | Parti politique                | Législature (Élection) | Roi (Règne)                        |
| No  | Portrait         | Titulaire (naissance-mort)                            | Début             | Fin                                       | Durée                      | Gouvernement | Parti politique                 | Parti politique                | Législature (Élection) | Roi (Règne)                        |
| --- | ---------------- | ----------------------------------------------------- | ----------------- | ----------------------------------------- | -------------------------- | ------------ | ------------------------------- | ------------------------------ | ---------------------- | ---------------------------------- |
| 1   |                  | Fatmi Benslimane فاطمي إبن سليمان (1889–1980),        | 17 octobre 1955   | 18 novembre 1955                          | 1 mois et 1 jour           | •            |                                 | Indépendant                    | Aucune                 | Mohammed V محمد الخامس (1955–1961) |
| 2   |                  | Mbarek Bekkaï مبارك البكاي (1907–1961)                | 7 décembre 1955   | 26 octobre 1956                           | 10 mois et 19 jours        | 1            |                                 | Indépendant                    | Aucune                 | Mohammed V محمد الخامس (1955–1961) |
| 2   | 26 octobre 1956  | Mbarek Bekkaï مبارك البكاي (1907–1961)                | 12 mai 1958       | 2                                         | 10 mois et 19 jours        |              |                                 | Indépendant                    | Aucune                 | Mohammed V محمد الخامس (1955–1961) |
| 3   |                  | Ahmed Balafrej أحمد بلافريج (1908–1990)               | 12 mai 1958       | 24 décembre 1958                          | 7 mois et 3 jours          | 1            |                                 | Parti de l'Istiqlal            | Aucune                 | Mohammed V محمد الخامس (1955–1961) |
| 4   |                  | Abdallah Ibrahim عبد الله إبراهيم (1918–2005)         | 24 décembre 1958  | 20 mai 1960                               | 1 an, 4 mois et 26 jours   | •            |                                 | Parti de l'Istiqlal, puis UNFP | Aucune                 | Mohammed V محمد الخامس (1955–1961) |
| —   | —                | Poste vacant (Conduit par Mohammed V)                 | 27 mai 1960       | 26 février 1961 (mort en cours de mandat) | 8 mois et 30 jours         | •            |                                 | Indépendant                    | Aucune                 | Mohammed V محمد الخامس (1955–1961) |
| —   | —                | Poste vacant (Conduit par Hassan II)                  | 26 mai 1961       | 2 juin 1961                               | 8 ans et 27 jours          | 1            |                                 | Indépendant                    | Aucune                 | Hassan II الحسن الثاني (1961–1999) |
| —   | —                | Poste vacant (Conduit par Hassan II)                  | 2 juin 1961       | 5 janvier 1963                            | 8 ans et 27 jours          | 2            |                                 | Indépendant                    | Aucune                 | Hassan II الحسن الثاني (1961–1999) |
| —   | —                | Poste vacant (Conduit par Hassan II)                  | 5 janvier 1963    | 13 novembre 1963                          | 8 ans et 27 jours          | 3            |                                 | Indépendant                    | Aucune                 | Hassan II الحسن الثاني (1961–1999) |
| 5   |                  | Ahmed Bahnini أحمد بحنيني (1909–1971)                 | 13 novembre 1963  | 7 juin 1965                               | 1 an, 6 mois et 25 jours   | •            |                                 | FDIC                           | I (1963)               | Hassan II الحسن الثاني (1961–1999) |
| —   | —                | Position vacant (Conduit par Hassan II)               | 7 juin 1965       | 5 juillet 1967                            | 2 ans et 28 jours          | 4            |                                 | Indépendant                    | Aucune                 | Hassan II الحسن الثاني (1961–1999) |
| 6   | محمد بنهيمة      | Mohamed Benhima محمد بنهيمة (1924–1992)               | 5 juillet 1967    | 7 octobre 1969                            | 2 ans, 3 mois et 2 jours   | •            |                                 | FDIC                           | Aucune                 | Hassan II الحسن الثاني (1961–1999) |
| 7   |                  | Ahmed Laraki أحمد العراقي (1931–2020)                 | 7 octobre 1969    | 6 août 1971                               | 1 an, 9 mois et 30 jours   | 1            |                                 | Parti de l'Istiqlal            | Aucune                 | Hassan II الحسن الثاني (1961–1999) |
| 8   |                  | Mohammed Karim Lamrani محمد كريم العمراني (1919–2018) | 6 août 1971       | 5 avril 1972                              | 1 an, 2 mois et 27 jours   | 1            |                                 | Indépendant                    | II (1970)              | Hassan II الحسن الثاني (1961–1999) |
| 8   | 12 avril 1972    | Mohammed Karim Lamrani محمد كريم العمراني (1919–2018) | 2 novembre 1972   | 2                                         | 1 an, 2 mois et 27 jours   |              |                                 | Indépendant                    | II (1970)              | Hassan II الحسن الثاني (1961–1999) |
| 9   |                  | Ahmed Osman أحمد عصمان (1930–)                        | 2 novembre 1972   | 10 octobre 1977                           | 6 ans, 4 mois et 20 jours  | 1            |                                 | RNI                            | II (1970)              | Hassan II الحسن الثاني (1961–1999) |
| 9   | 10 octobre 1977  | Ahmed Osman أحمد عصمان (1930–)                        | 22 mars 1979      | 2                                         | 6 ans, 4 mois et 20 jours  | III (1977)   |                                 | RNI                            |                        | Hassan II الحسن الثاني (1961–1999) |
| 10  |                  | Mohamed Maâti Bouabid محمد المعطي بوعبيد (1927–1996)  | 22 mars 1979      | 5 octobre 1981                            | 4 ans, 8 mois et 8 jours   | III (1977)   | 1                               |                                | UC                     | Hassan II الحسن الثاني (1961–1999) |
| 10  | 5 octobre 1981   | Mohamed Maâti Bouabid محمد المعطي بوعبيد (1927–1996)  | 30 novembre 1983  | 2                                         | 4 ans, 8 mois et 8 jours   | III (1977)   |                                 |                                | UC                     | Hassan II الحسن الثاني (1961–1999) |
| (8) |                  | Mohammed Karim Lamrani محمد كريم العمراني (1919–2018) | 30 novembre 1983  | 11 avril 1985                             | 2 ans et 10 mois           | III (1977)   | 3                               |                                | Indépendant            | Hassan II الحسن الثاني (1961–1999) |
| (8) | 11 avril 1985    | Mohammed Karim Lamrani محمد كريم العمراني (1919–2018) | 30 septembre 1986 | 4                                         | 2 ans et 10 mois           | IV (1984)    |                                 |                                | Indépendant            | Hassan II الحسن الثاني (1961–1999) |
| 11  |                  | Azzeddine Laraki عز الدين العراقي (1929–2010)         | 30 septembre 1986 | 11 août 1992                              | 5 ans, 10 mois et 12 jours | IV (1984)    | •                               |                                | Indépendant            | Hassan II الحسن الثاني (1961–1999) |
| (8) |                  | Mohammed Karim Lamrani محمد كريم العمراني (1919–2018) | 11 août 1992      | 9 novembre 1993                           | 1 an, 9 mois et 14 jours   | IV (1984)    | 5                               |                                | Indépendant            | Hassan II الحسن الثاني (1961–1999) |
| (8) | 9 novembre 1993  | Mohammed Karim Lamrani محمد كريم العمراني (1919–2018) | 25 mai 1994       | 6                                         | 1 an, 9 mois et 14 jours   | V (1993)     |                                 |                                | Indépendant            | Hassan II الحسن الثاني (1961–1999) |
| 12  |                  | Abdellatif Filali عبد اللطيف الفيلالي (1928–2009)     | 25 mai 1994       | 31 janvier 1995                           | 3 ans, 8 mois et 10 jours  | V (1993)     | 1                               |                                | Indépendant            | Hassan II الحسن الثاني (1961–1999) |
| 12  | 31 janvier 1995  | Abdellatif Filali عبد اللطيف الفيلالي (1928–2009)     | 13 août 1997      | 2                                         | 3 ans, 8 mois et 10 jours  | V (1993)     |                                 |                                | Indépendant            | Hassan II الحسن الثاني (1961–1999) |
| 12  | 13 août 1997     | Abdellatif Filali عبد اللطيف الفيلالي (1928–2009)     | 4 février 1998    | 3                                         | 3 ans, 8 mois et 10 jours  | VI (1997)    |                                 |                                | Indépendant            | Hassan II الحسن الثاني (1961–1999) |
| 13  |                  | Abderrahman Youssoufi عبد الرحمن اليوسفي (1924–2020)  | 4 février 1998    | 7 septembre 2000                          | 4 ans, 8 mois et 5 jours   | VI (1997)    | 1                               |                                | USFP                   | Hassan II الحسن الثاني (1961–1999) |
| 13  | 6 septembre 2000 | Abderrahman Youssoufi عبد الرحمن اليوسفي (1924–2020)  | 9 octobre 2002    | 2                                         | 4 ans, 8 mois et 5 jours   | VI (1997)    | Mohammed VI محمد السادس (1999–) |                                | USFP                   |                                    |
| 14  |                  | Driss Jettou إدريس جطو (1945–)                        | 9 octobre 2002    | 8 juin 2004                               | 4 ans, 11 mois et 10 jours | 1            | Mohammed VI محمد السادس (1999–) |                                | Indépendant            | VII (2002)                         |
| 14  | 8 juin 2004      | Driss Jettou إدريس جطو (1945–)                        | 19 septembre 2007 | 2                                         | 4 ans, 11 mois et 10 jours |              | Mohammed VI محمد السادس (1999–) |                                | Indépendant            | VII (2002)                         |
| 15  |                  | Abbas El Fassi عباس الفاسي (1940–)                    | 19 septembre 2007 | 29 novembre 2011                          | 4 ans, 2 mois et 14 jours  | •            | Mohammed VI محمد السادس (1999–) |                                | Parti de l'Istiqlal    | VIII (2007)                        |
| 16  |                  | Abdel-Ilah Benkiran عبد الإله بنكيران (1954–)         | 29 novembre 2011  | 10 octobre 2013                           | 5 ans, 4 mois et 7 jours   | 1            | Mohammed VI محمد السادس (1999–) |                                | PJD                    | IX (2011)                          |
| 16  | 10 octobre 2013  | Abdel-Ilah Benkiran عبد الإله بنكيران (1954–)         | 5 avril 2017      | 2                                         | 5 ans, 4 mois et 7 jours   |              | Mohammed VI محمد السادس (1999–) |                                | PJD                    | IX (2011)                          |
| 17  |                  | Saad Dine El Otmani سعد الدين العثماني (1956–)        | 5 avril 2017      | 9 octobre 2019                            | 4 ans, 6 mois et 2 jours   | 1            | Mohammed VI محمد السادس (1999–) |                                | PJD                    | X (2016)                           |
| 17  | 9 octobre 2019   | Saad Dine El Otmani سعد الدين العثماني (1956–)        | 7 octobre 2021    | 2                                         | 4 ans, 6 mois et 2 jours   |              | Mohammed VI محمد السادس (1999–) |                                | PJD                    | X (2016)                           |
| 18  |                  | Aziz Akhannouch عزيز أخنوش (1961-)                    | 7 octobre 2021    | 23 octobre 2024                           | 3 ans, 7 mois et 7 jours   | 1            | Mohammed VI محمد السادس (1999–) |                                | RNI                    | XI (2021)                          |
| 18  | 23 octobre 2024  | Aziz Akhannouch عزيز أخنوش (1961-)                    | en fonction       | 2                                         | 3 ans, 7 mois et 7 jours   |              | Mohammed VI محمد السادس (1999–) |                                | RNI                    | XI (2021)                          |